# Amfitheater van Nero
Het Amfitheater van Nero was een amfitheater in het oude Rome.
Het amfitheater werd in 57 n.Chr. door keizer Nero gebouwd op een locatie op het Marsveld. Het Amfitheater van Statilius Taurus stond destijds ook al op het Marsveld, maar Nero vond dit gebouw mogelijk niet groot of fraai genoeg. Zijn voorganger Caligula had ook al gladiatorengevechten op andere locaties laten houden.
Nero bouwde een amfitheater van hout. Het was waarschijnlijk uitbundig versierd. Plinius meldt dat het amfitheater was gebouwd met balken afkomstig van de grootste boom die ooit in Rome te zien was geweest. Het amfitheater was voorzien van een hemelsblauwe velarium (zeil waarmee de bezoekers tegen de zon werden beschermd), die was versierd met sterren.
Het is niet bekend of het Amfitheater van Nero bij de Grote brand van Rome in 64 werd verwoest. Het werd zeker niet meer gebruikt na de opening van het Colosseum in 80.